# 塔塔爾語維基百科
塔塔尔语维基百科是维基百科协作计划的塔塔尔语版本，由非营利组织──维基媒体基金会维持负责，创立于2003年9月，截止到2021年10月，总条目已达到320183条。